# Florian Billek
Florian Billek (* 16. Juli 1988 in Heuchelheim) ist ein deutscher Handballspieler.

## Karriere
Florian Billek spielte seit seiner Jugend beim TV Hüttenberg. Ab 2006 lief er für die  1. Mannschaft in der 2. Handball-Bundesliga auf; 2011 gelang der Aufstieg in die 1. Liga. Zur Saison 2012/13 wechselte der 1,87 Meter große Rechtsaußen zum HBW Balingen-Weilstetten, wo er einen Zweijahresvertrag unterschrieb. Seit der Saison 2014/15 spielt er für den Zweitligaaufsteiger HSC 2000 Coburg, mit dem er 2016 in die 1. Liga aufstieg.